# Verbascum coromandelianum
Verbascum coromandelianum är en flenörtsväxtart. Verbascum coromandelianum ingår i släktet kungsljus, och familjen flenörtsväxter.

## Underarter
Arten delas in i följande underarter:
- V. c. coromandelianum
- V. c. sinense